# Ralph Hückelhoven
Ralph Hückelhoven (* 1969) ist ein deutscher Agrarwissenschaftler insbesondere der Phytopathologie an der Technischen Universität München (TUM).

## Leben und Wirken
Nach dem Biologiestudium an der RWTH Aachen wurde Hückelhoven an der Justus-Liebig-Universität Gießen (JLU) promoviert (Dr. rer. nat. 1999), wo er sich 2005 im Fach Molekulare Phytopathologie und Zellbiologie habilitierte (Dr. agrar. habil.). Von 2002 bis 2006 leitete er am Interdisziplinären Forschungszentrum für biowissenschaftliche Grundlagen der Umweltsicherung der JLU eine unabhängige Nachwuchsgruppe der Deutschen Forschungsgemeinschaft zum Thema Dauerhafte Krankheitsresistenz der Gerste. Im Jahr 2006 nahm er den Ruf auf den Lehrstuhl für Phytopathologie an der TUM School of Life Sciences der Technischen Universität München in Weihenstephan an.
Hückelhoven hat mehr als 100 peer-reviewed Publikationen veröffentlicht.

## Forschungsschwerpunkte
Hückelhoven forscht auf dem Gebiet der biologischen und molekularen Ursachen von Pflanzenkrankheiten. Im Zentrum des Interesses steht die natürliche Immunität der Pflanzen. Von spezieller Bedeutung sind dabei Transport- und Signalübertragungsprozesse in der Pflanze, in die Krankheitserreger zu ihrem Vorteil eingreifen. Die Arbeiten erfolgen auf allen Skalenebenen vom niedermolekularen Signal über die Zellbiologie bis hin zur Epidemiologie im Freiland.
Die molekularen Mechanismen, die zur Erkennung und Abwehr von Krankheitserregern auf Pflanzen führen, sowie deren Überwindung durch virulente Pathogene stehen im Mittelpunkt seines Interesses. Darüber hinaus beschäftigt sich Hückelhoven mit der Evolution und Epidemiologie von Pflanzenkrankheiten als Voraussetzung für die Optimierung von biologischen, chemischen und genetischen Pflanzenschutzmaßnahmen.

## Mitgliedschaften
- Mitglied der Deutschen Phytomedizinischen Gesellschaft; Vorstandsmitglied (2019–2024)
- British Society of Plant Pathology
- Deutsche Botanische Gesellschaft
- American Phytopathological Society
- International Society of Molecular Plant-Microbe-Interactions

## Ehrungen und Auszeichnungen
- Unabhängiger DFG-Nachwuchsgruppenleiter (2002–2006)
- Julius Kühn Preis der Deutschen Phytomedizinischen Gesellschaft (2004)

## Veröffentlichungen (Auswahl)
- S. Engelhardt, A. Trutzenberg, R. Hückelhoven: Regulation and functions of ROP GTPases in plant–microbe interactions. In: Cells. Band 9, 2020, S. 2016.
- A. Kutschera, C. Dawid, N. Gisch, C. Schmid, L. Raasch, T. Gerster, M. Schäffer, E. Smakowska-Luzan, Y. Belkhadir, A. C. Vlot, C. E. Chandler, R. Schellenberger, D. Schwudke, R. K. Ernst, S. Dorey, R. Hückelhoven, T. Hofmann, S. Ranf: Bacterial medium-chain 3-hydroxy fatty acid metabolites trigger immunity in Arabidopsis plants. In: Science. Band 364, Nr. 6436, 2019, S. 178–181.
- S. Ranf, N. Gisch, M. Schäffer, T. Illig, L. Westphal, Y. A. Knirel, P. M. Sánchez-Carballo, U. Zähringer, R. Hückelhoven, J. Lee, D. Scheel: A lectn S-domain receptor kinase mediates lipopolysaccharide sensing in Arabisopsis thaliana. In: Nature Immunology. Band 16, Nr. 4, 2015, S. 426–433.
- C. Hoefle, C. Huesmann, H. Schultheiss, F. Börnke, G. Hensel, J. Kumlehn, R. Hückelhoven: A barley ROP GTPase ACTIVATING PROTEIN associates with microtubules and regulates entry of the barley powdery mildew fungus into leaf epidermal cells. In: The Plant Cell. Band 23, Nr. 6, 2011, S. 2422–2439.
- R. Hückelhoven: Cell Wall-Associated Mechanisms of Disease Resistance and Susceptibility. In: Ann Rev Phytopathol. Band 45, 2007, S. 101–127.
- Penetration resistance and cell death regulation in interactions of cereals with the powdery mildew fungus, Habilschrift Universität Gießen 2005.
- R. Hückelhoven, C. Dechert, K. H. Kogel: Overexpression of barley BAX inhibitor 1 induces breakdown of mlo-mediated penetration resistance to Blumeria graminis. In: Proc Natl Acad Sci U S A. Band 100, Nr. 9, 2003, S. 5555–5560.
- N. C. Collins, H. Thordal-Christensen, V. Lipka, S. Bau, E. Kombrink, J.-L. Qiu, R. Hückelhoven, M. Stein, A. Freialdenhoven, S. C. Somerville, P. Schulze-Lefert: SNARE-protein-mediated disease resistance at the plant cell wall. In: Nature. Band 425, 2003, S. 973–977.
- H. Schultheiss, C. Dechert, K. H. Kogel, R. Hückelhoven: A small GTP-binding host protein is required for entry of powdery mildew fungus into epidermal cells of barley. In: Plant Physiol. Band 128, Nr. 4, 2002, S. 1447–1454.
- Untersuchungen zur Rolle Reaktiver Sauerstoffintermediate in der Resistenz der Gerste gegenüber dem Echten Gerstenmehltaupilz, Dissertation. Universität Gießen, 1999.